# Vinicio Verza
Vinicio Verza (né le 1er novembre 1957 à Boara Pisani en Vénétie) est un joueur de football italien, qui jouait au poste de milieu de terrain (ailier).

## Biographie
Il fait ses débuts chez les professionnels lors de la saison 1976-77 avec le Lanerossi Vicence, son club formateur, qui à la fin de la saison est promu en Serie A.
La saison suivante, il rejoint le club de la Juventus, et fait ses débuts avec le club bianconero le 31 août 1977 lors d'un succès 4-2 sur l'Hellas Vérone en coupe. Le 26 février 1978, c'est cette fois en Serie A qu'il débute (lors d'un nul 1-1 contre la AC Fiorentina), mais Verza ne parvient pas à être titulaire durant les quatre saisons qu'il passe à Turin (il y reste en tant que doublure de Franco Causio).
Transféré en 1981 à l'AC Cesena, il réussit à s'imposer, avant de rejoindre l'année suivante le Milan AC, voulu par le président du club (qu'il avait déjà connu du temps de Vicence), Giuseppe Farina. 
En 1985, il rejoint les champions nationaux de l'Hellas Vérone pour la somme de 2,5 milliards de lires.
Il reste trois saisons avec les gialloblù, parvenant même à inscrire un but en Coppa Italia depuis sa propre moitié de terrain.
Il part ensuite jouer avec le Côme Calcio, toujours en première division, avec qui il met un terme à sa carrière professionnelle en 1989.
Il joue néanmoins ensuite quelques saisons avec des clubs amateurs en divisions inférieures, comme l'Arzignano Poletto ou encore l'AC Trévise.
Il a au total disputé 198 matchs et inscrit 24 buts en Serie A, ainsi que 53 matchs pour 13 buts en Serie B.

## Palmarès
| Lanerossi Vicence - Serie B (1) : - Champion : 1976-77. |  | Juventus FC - Championnat d'Italie (2) : - Champion : 1977-78 et 1980-81. - Vice-champion : 1979-80. - Coupe d'Italie (1) : - Vainqueur : 1978-79. |